# Auflassung
Die Auflassung ist die Einigung zwischen Veräußerer und Erwerber über den Eigentumsübergang an einem Grundstück gemäß § 873, §§ 925 ff. BGB (verbindliche Zusage). Der Eigentumsübergang erfolgt durch Auflassung und nachfolgende Eintragung des Eigentumswechsels ins Grundbuch.

## Rechtsgeschichte
Die Auflassung ist in ihrer ältesten Gestalt als prozessuale Auflassung überliefert. Die zur Besitzräumung verurteilte Partei erteilte dem im Rechtsstreit Obsiegenden die Auflassung und Investitur.
Im Gemeinen Recht musste sich der Veräußerer von seinem Grundstück lossagen, was durch Renunziation (Verzicht, Besitzübertragung) auf dem Grundstück etwa durch feierliches Verlassen geschah. Die Übertragung erfolgte durch feierlichen Akt, oft verbunden mit einer Symbolik wie der Übergabe einer Erdscholle mit Zweig, wodurch der Begünstigte gerichtlich geschützte Gewere erwarb. Friedrich Carl von Savigny belebte die Auflassung in seiner 1840 begründeten Lehre vom dinglichen Vertrag. In dieser Form fand sie Eingang in das im Januar 1900 in Kraft getretene BGB.

## Grundzüge
Die Auflassung umfasst gemäß § 925 Absatz 1 BGB die zur Übertragung des Eigentums an einem Grundstück nach § 873 BGB erforderliche dingliche Einigung des Veräußerers und des Erwerbers, bei gleichzeitiger Anwesenheit beider Teile vor einer „zuständigen Stelle“ (regelmäßig dem Notar). Stellvertretung ist zulässig. Die Auflassung ist bedingungsfeindlich (eine Grundstücksveräußerung unter Eigentumsvorbehalt ist nicht möglich) und darf auch nicht unter einer Zeitbestimmung erfolgen (§ 925 Absatz 2 BGB).
Neben der Auflassung, als Einigung der Parteien, ist materiell-rechtlich zur Wirksamkeit des Eigentumsübergangs zudem die Eintragung im Grundbuch erforderlich.
Eine Beurkundung der Auflassung schreibt das BGB nicht vor, sie ist jedoch formell-rechtlich gegenüber dem Grundbuchamt zum Nachweis der Auflassung erforderlich, damit dieses die Eintragung ins Grundbuch vornehmen kann (siehe § 20 GBO, § 29 GBO). Außerdem tritt durch die Beurkundung Bindungswirkung der Einigung ein, da dingliche Einigungen grundsätzlich bis zur Vollendung des Rechtserwerbes widerruflich wären (§ 873 Abs. 2 BGB).

## International
Anders als das deutsche Recht kennt das österreichische Recht den Begriff der Auflassung nicht, insbesondere ist keine gleichzeitige Anwesenheit beider Vertragsparteien erforderlich. Es spricht vielmehr von der Aufsandungserklärung (§ 32 Abs. 1 lit. b GBG). Die in § 883 ABGB postulierte Formfreiheit gilt auch für Kaufverträge des § 1053 ABGB. Deshalb ist sogar der mündlich geschlossene Grundstückskaufvertrag bindend, es bedarf jedoch der „Verbücherung“ des Eigentumsübergangs durch beglaubigte Urkunde (§ 432 ABGB), deren Inhalt in § 433 ABGB vorgeschrieben ist. Eine Eintragung ins Grundbuch („Einverleibung“ oder „Intabulation“) ist nur mit einer beglaubigten Aufsandungserklärung möglich. Dies ist die schriftliche Erklärung des Verkäufers, dass er mit der Eintragung im Grundbuch einverstanden ist. Aus § 431 ABGB ergibt sich, dass das Erwerbsgeschäft in die dazu bestimmten öffentlichen Bücher (Grundbuch) eingetragen wird.
In der Schweiz ist der Grundstückskaufvertrag beurkundungspflichtig (Art. 216 OR, Art. 657 Abs. 1 ZGB). Zusätzlich zum Abschluss des beurkundeten Kaufvertrages ist für den Erwerb des Grundeigentums die Eintragung in das Grundbuch erforderlich (Art. 656 Abs. 1 ZGB). Für die eigentliche dingliche Einigung zwischen Käufer und Verkäufer von Grundstücken gibt es in Österreich und der Schweiz keinen besonderen Rechtsbegriff.